# Lucien Perpère
Lucien Perpère, né le 31 mai 1912 à Mascara en Algérie française et mort le 28 août 1996 à Reims,, est un footballeur français reconverti en entraîneur. 
Il est notamment le 8e joueur le plus capé du Stade de Reims, avec 280 apparitions, la dernière en 1943.

## Biographie
Alors encore lycéen, il commence sa carrière à la Société Sportive du Parc Pommery de Reims. 
Il était correspondant à l’Éclaireur de l’Est.
En juin 1931, il fait partie des fondateurs du stade de Reims. Dès 1935, il est capitaine de l'équipe première, avec laquelle il gagne un titre de champion de France amateur contre les Girondins de Bordeaux.  Il devient ensuite professionnel puis à nouveau amateur avec Reims, avec lesquels il gagne en 1939 une seconde fois le championnat de France amateur, contre le Stade béthunois. 
Il est international amateur.
Le 7 décembre à Reims, il est sélectionné pour une rencontre "interligue" entre le Nord-Est et le Nord, pendant ce match il marque 4 buts permettant à son équipe de gagner 5 à 1.
En 1943, il quitte Reims pour l'équipe fédérale de Bordeaux-Guyenne, avec laquelle il joue trois matchs. La même année, il est deuxième du concours national des entraîneurs.
En janvier 1944, il rejoint le FC Gueugnon, et fonde une école de football avec l'assentiment de la direction des forges; il a plus de 100 élèves. En 1947, il devient champion de France amateur pour la troisième fois. Il va ensuite à Roanne, puis à Mulhouse et à Nancy.

## Statistiques
| Saison    | Club                | Championnat   | Championnat | Championnat | Coupe(s) nationale(s) | Coupe(s) nationale(s) | Total | Total |
| Saison    | Club                | Division      | M.          | B.          | M.                    | B.                    | M.    | B.    |
| 1931-1932 | Stade de Reims      | DH Nord-Est   | -           | -           | -                     | -                     | 0     | 0     |
| 1932-1933 | Stade de Reims      | DH Nord-Est   | -           | -           | -                     | -                     | 0     | 0     |
| 1933-1934 | Stade de Reims      | DH Nord-Est   | -           | -           | -                     | -                     | 0     | 0     |
| 1934-1935 | Stade de Reims      | DH Nord-Est   | -           | -           | -                     | -                     | 0     | 0     |
| 1935-1936 | Stade de Reims      | Division 2    | -           | -           | -                     | -                     | 0     | 0     |
| 1936-1937 | Stade de Reims      | Division 2    | -           | -           | -                     | -                     | 0     | 0     |
| 1937-1938 | Stade de Reims      | Division 2    | -           | -           | -                     | -                     | 0     | 0     |
| 1938-1939 | Stade de Reims      | Division 2    | -           | -           | -                     | -                     | 0     | 0     |
| 1939-1940 | Stade de Reims      | Ch. de guerre | -           | -           | -                     | -                     | 0     | 0     |
| 1940-1941 | Stade de Reims      | Ch. de guerre | -           | -           | -                     | -                     | 0     | 0     |
| 1941-1942 | Stade de Reims      | Ch. de guerre | -           | -           | -                     | -                     | 0     | 0     |
| 1942-1943 | Stade de Reims      | Ch. de guerre | -           | -           | -                     | -                     | 0     | 0     |
| 1943      | ÉF Bordeaux-Guyenne | Ch. de guerre | 3           | -           | -                     | -                     | 3     | 0     |
| 1944      | FC Gueugnon         | DH Bourgogne  | -           | -           | -                     | -                     | 0     | 0     |
| 1944-1945 | FC Gueugnon         | DH Bourgogne  | -           | -           | -                     | -                     | 0     | 0     |
| 1945-1946 | FC Gueugnon         | DH Bourgogne  | -           | -           | -                     | -                     | 0     | 0     |
| 1946-1947 | FC Gueugnon         | DH Bourgogne  | -           | -           | -                     | -                     | 0     | 0     |